# Plagideicta
Plagideicta là một chi bướm đêm thuộc họ Noctuidae.